# La llista final: El llop fosc
La llista final: El llop fosc (títol original en anglès, The Terminal List: Dark Wolf) és una sèrie de televisió de thriller d'acció estatunidenca basada en personatges de la novel·la The Terminal List (2018) de Jack Carr. Creada pel mateix Carr i David DiGilio, la sèrie és una preqüela de La llista final, en què la història segueix Ben Edwards al llarg del seu pas com a SEAL de la Marina cap a la CIA, i aprofundeix en el costat més fosc de la guerra i el seu cost humà. S'ha subtitulat al català.
El rodatge principal va començar el 13 de març de 2024. Taylor Kitsch reprèn el seu paper d'Edwards de La llista final i protagonitza la sèrie al costat de Chris Pratt, que reprèn el seu paper de James Reece, i Tom Hopper.
Es va estrenar el 27 d'agost de 2025 a Amazon Prime Video amb subtítols en català.